# Bang Pakong (huyện)
Bang Pakong (tiếng Thái: บางปะกง) là một huyện (‘‘amphoe’’) ở phía tây của tỉnh Chachoengsao, miền trung Thái Lan.
Tên gọi huyện Bang Pakong xuất phát từ sông Bang Pakong. Khu vực này có nhiều cơ sở công nghiệp.

## Địa lý
Các huyện giáp ranh (từ phía bắc theo chiều kim đồng hồ) là Ban Pho of Chachoengsao Province, Phan Thong, Mueang Chon Buri of tỉnh Chon Buri, the Bay of Bangkok và Bang Bo of tỉnh Samut Prakan.
Nguồn nước quan trọng của vùng này là sông Bang Pakong chảy vào vịnh Bangkok trong huyện này. Xa lộ Bang Na-Trat chạy qua huyện này.

## Hành chính
Huyện này được chia thành 12 phó huyện (tambon), các đơn vị này lại được chia thành 107 làng (muban). Có 5 thị trấn (thesaban tambon) - Bang Pakong, Tha Sa-an, Tha Kham và Hom Sim each nằm trên một phần của tambon cùng tên, còn Bang Wua nằm trên một phần của tambon Bang Wua, Bang Samak and Bang Kluea. Ngoài ra có 12 tổ chức hành chính tambon (TAO).
| 1.  | Bang Pakong | บางปะกง |  |
| 2.  | Tha Sa-an   | ท่าสะอ้าน |  |
| 3.  | Bang Wua    | บางวัว   |  |
| 4.  | Bang Samak  | บางสมัคร |  |
| 5.  | Bang Phueng | บางผึ้ง   |  |
| 6.  | Bang Kluea  | บางเกลือ |  |
| 7.  | Song Khlong | สองคลอง |  |
| 8.  | Nong Chok   | หนองจอก |  |
| 9.  | Phimpha     | พิมพา    |  |
| 10. | Tha Kham    | ท่าข้าม   |  |
| 11. | Hom Sin     | หอมศีล   |  |
| 12. | Khao Din    | เขาดิน   |  |